# Seneb (hijo del rey)
| S29 | n · D58 |

| S29 | n · D58 |

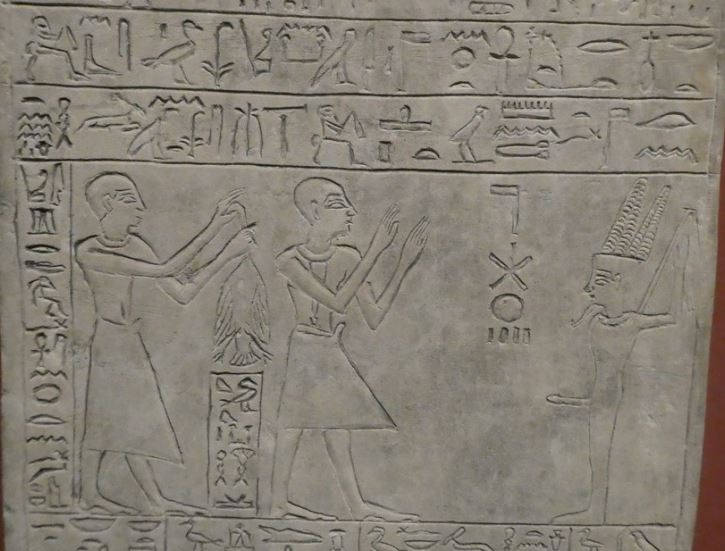
Estela de Viena que muestra a Seneb frente al dios Min. Kunsthistorisches Museum.

Seneb (Snb) fue un antiguo egipcio que vivió en la Dinastía XIII hacia 1750 a. C. Era hermano del faraón Sebekhotep III.
Su padre era el "padre del dios", Mentuhotep y su madre, la "madre del dios", llamada Iuhetibu.
Para expresar, en el Antiguo Egipto, que una persona estaba sana se utilizaba snb ("el portador del nombre está sano"). Sin embargo, en el período tardío, el epíteto snb después del nombre, significaba, que estaba vivo.
Seneb lleva el título de "hijo del rey", aunque no fuese hijo de rey, sino hermano de rey. En la Dinastía XIII, el título de hijo de rey se utilizaba a menudo como título de honor y no significaba automáticamente que el portador del título fuera hijo de rey. La familia de Seneb es conocida por una estela que ahora se encuentra en Viena (ÄS 135).
Su esposa se llamaba Nebtit y sus dos hijos y dos hijas fueron:
- "El jefe de la sala" Sebekhotep.
- "La señora de la casa" Iuhetibu (llamada así por su abuela paterna).
- "El entrenador de los perros" Mentuhotep (llamado así por su abuelo paterno).
- Henut (hija).